# Franck Fisseux
Franck Fisseux, né le 19 février 1985 à Avignon, est un athlète français pratiquant le tir à l'arc classique. Il a participé aux Jeux olympiques d'été de 2004. Champion d'Europe en 2001. Vice-champion par équipe au championnat de France 2008. Il détient plusieurs records mondiaux. 7e au championnat d'Europe 2008 par équipe.

## Palmarès
- 1997 champion de France salle Benjamin
- 1998 2e championnat de France salle et fédéral minime
- 1999 Champion de France FITA minime et 2e du Fédéral
- 2001 Champion de France salle cadet
- 1er des qualifications des circuits Nationaux de Boé et de St Avertin
- 2e du Circuit de St Avertin
- 8e au classement final
- 3e de la junior cup d’Allemagne cadet
- 2e par équipe de la Junior Cup de République tchèque surclassé junior
- 5e du Grand prix de Riom
- 3e du Championnat de France de tir olympique Junior (Senlis)
- Champion d’Europe Junior et 4e par équipe (Porec-Croatie)
- 2002 médaille d'argent par équipe seniors hommes aux Championnats du Monde d'Ankara
- 3e du Championnat du Monde juniors à Nymburck
- 2003 médaille de bronze par équipe seniors hommes aux Championnats du Monde de Nîmes
- 5e du Championnat du Monde en salle de Nîmes
- 11e du Championnat du Monde extérieur de New-York
- 2004 3e championnat de France salle
- 2010 Champion de France salle à Marseille
- 2010 3e au Face to Face
- 2011 Champion de France salle